# 杨浩
楊浩（？—618年10月23日），隋朝皇帝，隋文帝楊堅之孫，隋煬帝楊廣之姪，秦孝王楊俊之子，母親是王妃崔氏。

## 生年考证
史書未記載他的生年，根據《資治通鑒》所記，其母崔氏在開皇六年十月初六日（586年11月22日）生下一子。祖父隋文帝大喜，賞賜群臣。此子是否為他本人已不可考。

## 生平

### 母罪子受
楊浩的父親秦王楊俊好聲色，其妃崔氏個性善妒，於是下毒謀害楊俊。開皇二十年六月二十日（600年8月4日），楊俊病死。崔氏因為毒害楊俊之故，被隋文帝下詔廢絕，賜死於其家中。
楊俊只有楊浩與楊湛兩個兒子，楊浩是崔氏所生，而楊湛則是庶子。群臣商議認為《春秋》有言「母以子貴，子以母貴」。反之，母親一旦有罪，兒子一樣有罪。西漢的栗姬有罪，兒子劉榮便被廢掉；東漢的郭皇后被廢，她的兒子劉彊因此被廢黜，如今，楊俊的兩個兒子的母親都各因有罪而被廢黜，不應繼承王位。於是，秦王府的喪主竟是官員，而不是楊浩兄弟。

### 襲封秦王
仁壽四年（604年），伯父隋煬帝即位。大業二年九月十四日（606年10月20日），隋煬帝楊廣允許楊浩繼承秦王爵位，以作為秦孝王楊俊的繼嗣。又封楊浩的弟弟楊湛為濟北侯。後來楊浩擔任河陽都尉。
大業九年（613年），禮部尚書楊玄感造反，左翊衞大將軍宇文述率兵討伐，到河陽時修書於楊浩，楊浩又到宇文述軍營中，士兵們幾次來往。有司彈劾楊浩以諸侯身份與內臣來往，楊浩因此被廢黜王位，免除官職。

### 傀儡皇帝
大業十四年三月十一日（618年4月11日），隋煬帝在江都被右屯衛將軍宇文化及所弒，右禦衛將軍獨孤盛戰死。宇文化及準備立蜀王楊秀為皇帝，眾人輿論認為不行，於是殺死楊秀與他的七個兒子。又殺死齊王楊暕及其二子與燕王楊倓，隋朝的宗室、外戚，無論老幼一律殺死。只有楊浩因平時與宇文化及的弟弟宇文智及交好，得以保全。宇文化及自稱大丞相，總百揆，以蕭皇后名義擁立楊浩為帝，楊浩居於別宮，只負責簽發詔令、敕書而已，宇文化及以兵監守之。
大業十四年（618年）四月，宇文化及將楊浩交給尚書省，令衛士十余人看守，遣令史取其畫敕，百官不復朝參。不久，宇文化及率兵10萬返回長安，楊浩被裹脅同行。宇文化及在鞏縣為李密擊敗，率殘部2萬人逃入魏縣（今河北省大名縣西）。大業十四年九月二十九日（618年10月23日），宇文化及在魏縣派人毒殺了楊浩，自立為帝，國號許。

## 影視形象
- 2012年电视剧《隋唐英雄》：吴雨枫饰杨浩